# Vera Jordanova
Vera Jordanova, née le 20 août 1975 à Helsinki, est un mannequin et une actrice finlandaise.

## Débuts
Vera Jordanova est née à Helsinki, en Finlande, de parents musiciens bulgares. Elle parle couramment le bulgare, le finnois et l’anglais, mais sait aussi s’exprimer en espagnol, français et russe.
Ses parents décident, après une parenthèse à l’étranger, de regagner la Finlande alors que leur fille Vera a 14 ans. Celle-ci étudie plusieurs langues au sein d’un lycée spécialisé dans l’enseignement linguistique, avant qu’une agence de mannequinat, Première, ne la découvre, lui mettant le pied à l’étrier pour lancer sa carrière de top model, peu après son installation en Finlande. Elle commence à apparaître dans des campagnes nationales et sur les couvertures des magazines. Recrutée par l’agence Elite, elle s’engage dans une campagne pour Clarins, géant des entreprises de cosmétiques, avec le photographe Gilles Bensimon.

## Reconnaissance et expériences cinématographique et télévisuelle
Rapidement après avoir été remarquée et engagée, Vera Jordanova fait plusieurs couvertures de magazines finlandais, puis est conduite à diversifier et élargir son aire artistique en dehors de la Finlande. Les campagnes internationales qu’elle mène alors sont réalisées pour le compte de Felina Lingerie, Bacardi et Clarins, avec encore le concours de Gilles Bensimon.
Vera Jordanova a notamment participé à l’illustration du calendrier de Maximal en 2006 et a figuré en vedette dans FHM et dans la version officielle tchèque du magazine Esquire, édition de juin 2007.
C’est à cette époque que Vera Jordanova entame une carrière d’actrice en Finlande, où elle apparaît dans plusieurs épisodes d'une série TV. Ses débuts dans le cinéma américain sont marqués par une incursion dans l’horreur avec sa participation, en tant que protagoniste des bourreaux, dans le film Hostel II d’Eli Roth, où elle tient le rôle d’Axelle, une femme mystérieuse qui travaille pour Élite, agence internationale de chasse à l’homme pour le compte de laquelle elle doit attirer les touristes dans l’usine de la mort slovaque, aux fins de satisfaire les penchants sadiques d’une clientèle richissime à travers le monde. Sa présence dans le film en tant que figure emblématique du mal caché sous une beauté trompeuse résulte d’un choix délibéré du réalisateur. Elle est également apparue dans Rocco Deluca et le clip « Colorful » des Burdens.

## Filmographie
| Année | Film                       | Rôle   |
| ----- | -------------------------- | ------ |
| 1993  | Harjunpää ja kiusantekijät | Modèle |
| 2007  | Hostel II                  | Axelle |

## Téléfilmographie
| Année     | Série                       | Rôle                                |
| --------- | --------------------------- | ----------------------------------- |
| 1994      | Venla Gaala 1993            | Elle-même                           |
| 1998–1999 | Tähtitehdas                 | Minkki Karvonen                     |
| 1998      | Maailman pisin talk show    | Elle-même                           |
| 1999–2001 | Joonas Hytönen show         | Elle-même (2 épisodes)              |
| 2000      | Isänmaan toivot             | La petite amie de Vellu (1 épisode) |
| 2006      | Blow Out                    | Elle-même (1 épisode)               |
| 2007      | Up Close with Carrie Keagan | Elle-même (1 épisode)               |